# Shai Gilgeous-Alexander

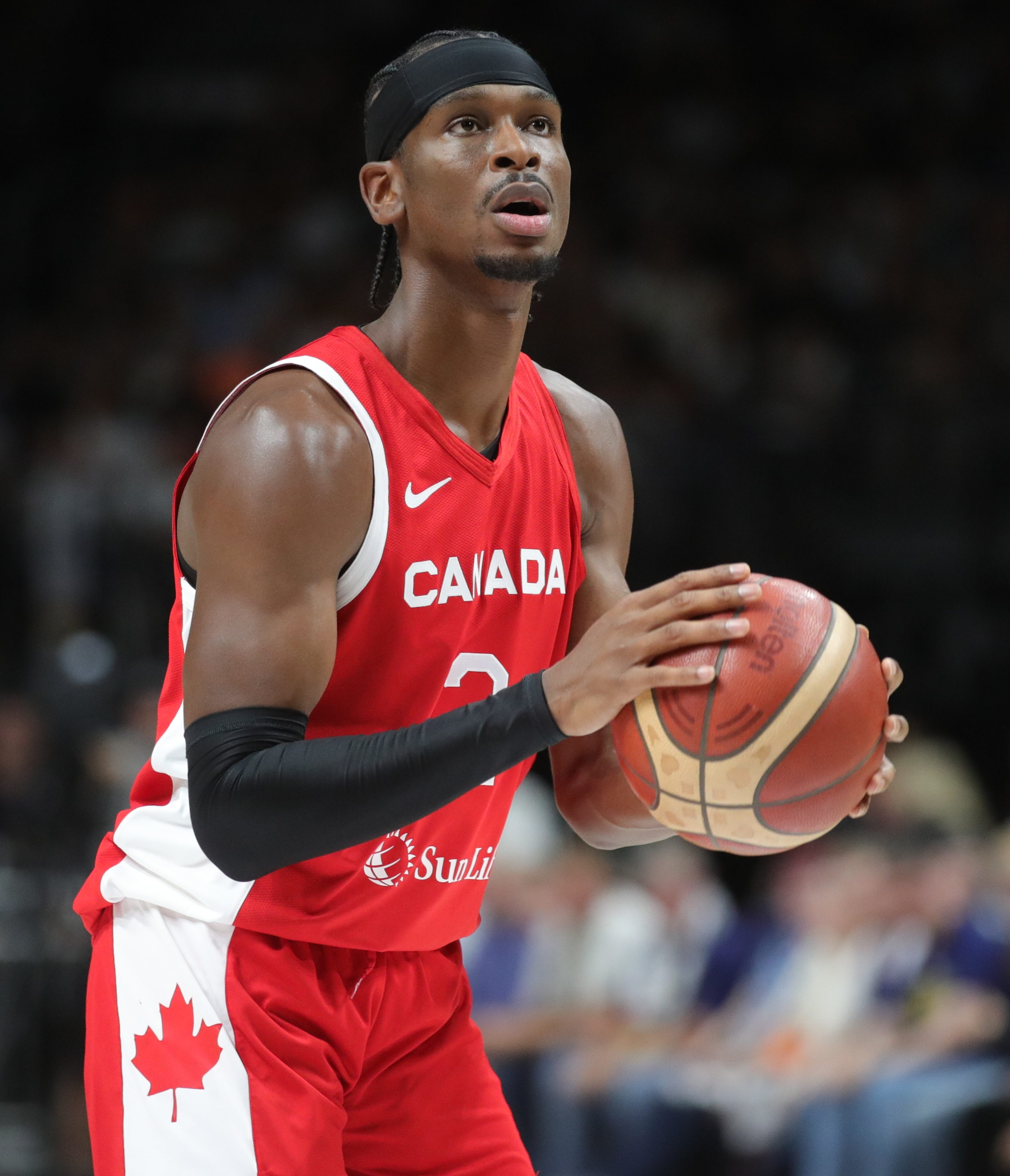
Shai Gilgeous-Alexander, 2023.

Shaivonte Aician "Shai" Gilgeous-Alexander, född 12 juli 1998 i Toronto i Ontario, är en kanadensisk professionell basketspelare (PG/SG) som spelar för Oklahoma City Thunder i National Basketball Association (NBA). Han har tidigare spelat för Los Angeles Clippers.
Gilgeous-Alexander var med och vinna bronsmedalj, tillsammans med det kanadensiska basketlandslaget, vid världsmästerskapet i basket för herrar 2023.
Han draftades av Charlotte Hornets i första rundan i 2018 års draft som elfte spelare totalt.
Innan Gilgeous-Alexander blev proffs studerade han vid University of Kentucky och spelade för deras idrottsförening Kentucky Wildcats.
Han är kusin till Nickeil Alexander-Walker.